# 오카야스 타비토
오카야스 타비토(일본어:  岡安 旅人, 1986년 9월 22일 ~ )는 일본의 배우로, 가나가와현 출신이며, 스타더스트 프로모션 소속다.